# Телефонная будка (фильм, 1972)
«Телефонная будка» (исп. La cabina) — испанский цветной короткометражный телефильм, снятый Антонио Мерсеро и показанный 13 декабря 1972 году на канале TVE. Главный герой фильма в исполнении Хосе Луиса Лопеса Васкеса попадает в телефонную будку на улице, из которой затем не может выйти. Таким образом, в роли предмета, с которым ассоциируется страх, в данном фильме выступает телефонная будка (ср. появление в фильмах ужасов пугающих телефонов, телевизоров, автомобилей и др.).
В 1973 году фильм участвовал в первой церемонии международной премии «Эмми», получив награду за лучший художественный фильм, что стало первым и на данный момент последним достижением для испанского телевидения в этой номинации. В 2019 году фильм был выложен на YouTube на канале архива RTVE.

## Сюжет
Рано утром в пустынном дворе четверо рабочих привозят и устанавливают красную телефонную будку, приоткрывая её дверь. Постепенно люди выходят из домов по своим делам, в их числе мужчина в костюме, который провожает сына до школьного автобуса. На обратном пути он заходит в будку и пытается позвонить. Дверь за мужчиной закрывается, а телефон не работает. Попытавшись выйти, он понимает, что дверь не открывается. Сквозь прозрачные стёкла будки мужчина видит всё происходящее, но не может позвать на помощь. Он знаками объясняет проходящим мимо, что не может выйти. Гуляющие дети насмехаются над ним, вокруг собирается толпа зрителей, некоторые пытаются открыть или взломать дверь, но ничего не выходит. Приезжают полицейские, затем пожарные, однако, когда пожарник уже собирается разбить стеклянный потолок кабины молотом, его останавливает сирена. Это снова прибывают те же четверо рабочих, которые грузят будку с человеком внутри на свою машину и уезжают.
По дороге заточённый в будке мужчина пытается привлечь внимание окружающих, но все лишь радостно машут ему руками. Он видит другие красные будки в городе, а один раз машина останавливается рядом с таким же грузовиком, перевозящим другого мужчину, запертого в будке. По дороге грузовик проезжает мимо похоронной процессии, что вызывает у мужчины мысли о смерти; он достаёт из бумажника фото с женой и сыном и смотрит на него. Грузовик приезжает на предприятие, где готовят красные будки для отправки в город. Будка с мужчиной отправляется по конвейеру дальше и дальше, пока не прибывает в место, где находятся десятки подобных будок с мёртвыми людьми или уже скелетами внутри. Мужчина в отчаянии опускается на пол будки.
Утром в том же дворе появляется новая телефонная будка с приоткрытой дверью…

## Награды
- 1973 — Международная премия «Эмми» — лучший художественный фильм[4]
- 1973 — Fotogramas de Plata — лучший телеактёр[4]

## Память
В 2018 году возникла идея увековечить память о фильме и режиссёре в виде установки копии красной телефонной будки в Мадриде. После кампании в соцсетях и на сайте Change.org городской совет утвердил проект. Копия будки на постаменте была установлена в память о фильме в 2021 году в районе Чамбери неподалёку от места съёмок.